# Rene Russo
Rene Marie Russo, född 17 februari 1954 i Burbank, Kalifornien, är en amerikansk skådespelerska och före detta modell. Sitt genombrott på vita duken fick hon med filmen Dödligt vapen 3 där hon spelar den tuffa polisen Lorna Cole mot bland andra Mel Gibson. Andra nämnvärda roller är alla i kommersiellt framgångsrika filmer såsom I skottlinjen, Ransom och i Tin Cup där hon agerade mot talangfulle golfbohemen Roy McAvoy, spelad av Kevin Costner.

## Biografi

### Tidiga år
Russo föddes i Burbank i Kalifornien, som dotter till Shirley (född Balocca), en fabriksarbetare och bartender, och Nino Russo, en skulptör och bilmekaniker som lämnade familjen redan när Rene var två år gammal. Både hennes far och morfar var av italiensk härkomst. Russo växte upp med sin syster, Toni, och deras ensamstående mamma. Hon gick i Burroughs High School (där en av hennes klasskamrater var sedermera regissören Ron Howard), men hoppade till slut av i tionde klass. För att hjälpa sin familj började hon ta olika deltidsarbeten, bland annat i en glasögonfabrik och som kassör på en biograf.

### Skådespelaren Russo
Då Russo fyllt 30 började efterfrågan på henne som modell att minska. Hon gjorde ytterligare några reklamfilmer men vände sedan ryggen till modell- och showbusinessjobb för ett tag. Hon började studera teater och skådespeleri, och så småningom fick hon också roller på små regionala teatrar i Los Angeles senare vidare runt i Kalifornien.
Russo debuterade som "riktig" skådespelare i TV 1987, med en biroll i tv-serien Sable. Två år senare gjorde hon sin filmdebut genom rollen som flickvän till Tom Berengers karaktär i sportfilmen Major League. Hennes genombrottsroll anses dock allmänt vara den som detektiv Lorna Cole i Dödligt Vapen 3 (och igen i Dödligt vapen 4) mot Mel Gibson. 
Under hela 1990-talet dök sedan Russo upp i en rad thrillers och actionfilmer, inte sällan mot välkända manliga motspelare. Detta i bland annat I skottlinjen mot Clint Eastwood, i Outbreak – i farozonen mot Dustin Hoffman och i Ransom, regisserad av den tidigare klasskamraten Howard, och ytterligare en gång med Gibson som motspelare i en huvudroll.  
Under åren 1992–2002 spelade Russo i åtminstone en stor film per år, under de senare åren också i komedi-genren i de inte lika våldsamma, men dock med idel välkända skådespelare i rollistan, filmerna Tin Cup (Kevin Costner) och Get Shorty mot bland andra John Travolta. 
År 2011, sex år efter sin senaste film, medverkade hon i superhjältefilmen Thor i rollen som Frigga, mor till superhjälten själv.

## Filmografi, i urval
- 1989 – Värsta gänget
- 1992 – Dödligt vapen 3
- 1993 – I skottlinjen
- 1995 – Outbreak – i farozonen
- 1995 – Get Shorty
- 1996 – Tin Cup
- 1996 – Ransom
- 1997 – Otäcka Djur
- 1998 – Dödligt vapen 4
- 1999 – Äventyraren Thomas Crown
- 2002 – Showtime
- 2005 – Two for the Money
- 2006 – Yours, Mine and Ours
- 2011 – Thor
- 2013 – Thor: The Dark World
- 2014 – Nightcrawler
- 2015 – Frank and Cindy
- 2015 – The Intern
- 2017 – Just Getting Started
- 2019 – Velvet Buzzsaw
- 2019 – Avengers: Endgame